# FC Dinamo City
El Football Club Dinamo City es un club de fútbol de Albania, de la ciudad de Tirana en el Distrito de Tirana. Fue fundado el 19 de julio de 1949 y juega en la Kategoria Superiore, la primera división del país. El Dinamo disputa sus partidos como local en el Stadioni Selman Stërmasi, que tiene capacidad para 10 000 espectadores.
Fundado durante el régimen comunista de Albania, el Dinamo estuvo históricamente ligado al Ministerio del Interior. El Dinamo ha conquistado 18 títulos de liga y 13 copas nacionales y es uno de los equipos más importantes del fútbol albanés. Mantiene una feroz rivalidad con el SK Tirana y el Partizani Tirana. Los colores tradicionales del club son el azul y el blanco.

## Historia
Fue fundado en 1949 como representativo del Ministerio del Interior de Albania. En 1971 tuvo su primera participación en una copa europea. Desde 1995 a 1997 fue denominado KS Olimpik Tirana.

## Uniforme
- Uniforme titular: Camiseta azul, pantalón, medias blancas.
- Uniforme alternativo: Camiseta y pantalón blanco, medias azules.

## Entrenadores
- Zihni Gjinali (1949-1956)
- Zyber Konçi (1959-1961)
- Xhevdet Shaqiri (1960s)
- Skënder Jareci (1966-1973)
- Sabri Peqini (1974-1975)
- Durim Shehu (1975-1977)
- Saimir Dauti (1977-1980)
- Stavri Lubonja (1979-1981)
- Fatmir Frashëri (1985-1986)
- Bejkush Birçe (1987-1991)
- Neptun Bajko (1991)
- Faruk Sejdini (1992-1993)
- Vasillaq Zëri (1994)
- Faruk Sejdini (1994-1997)
- Gani Xhafa (1997)
- Faruk Sejdini (1998-1999)
- Bujar Kasmi (1999-2000)
- Shpëtim Duro (2000)
- Faruk Sejdini (2000-2001)
- Astrit Hafizi (2001)
- Faruk Sejdini (Sep 2001 – Ago 2002)
- Aurel Țicleanu (2002–03)
- Agim Canaj (May 2003 – Jun 2003)
- Andrea Marko (Ago 2003 – Oct 2003)
- Faruk Sejdini (Jul 2004 – 25 Sep 2004)
- Pedro Pasculli (25 Sep 2004 – 30 Oct 2004)
- Faruk Sejdini (30 Oct 2004 – 15 Ene 2005)
- Pedro Pasculli (15 Ene 2005 – 27 Feb 2005)
- Agim Canaj (27 Feb 2005 – Jun 2005)
- Ramón Cabrero (Jul 2005)
- Luka Bonačić (Jul 2005 – 29 Ago 2005)
- Vasil Bici (29 Ago 2005 – 15 Nov 2005)
- Ivan Katalinić (15 Nov 2005 – 15 Feb 2006)
- Vasil Bici (15 Feb 2006 – 15 Mar 2006)
- Sulejman Demollari (15 Mar 2006 – 25 Mar 2006)
- Vasil Bici (25 Mar 2006 – Jun 2006)
- Faruk Sejdini (Jul 2006 – 25 Oct 2006)
- Redi Jupi (25 Oct 2006 – Jun 2007)
- Agim Canaj (Jul 2007 – 24 Feb 2008)
- Ilir Daja (24 Feb 2008 – Jun 2008)
- Marcelo Javier Zuleta (Jul 2008)
- Zlatko Dalić (July 2008 – Feb 2009)
- Shkëlqim Muça (Feb 2009 – May 2010)
- Luis Manuel Blanco (Jul 2010 – 31 Dic 2010)
- Ilir Daja (Ene 2011 – Feb 2011)
- Artan Mërgjyshi (Feb 2011 – Jun 2011)
- Faruk Sejdini (Jul 2011 – Nov 2011)
- Artan Mërgjyshi (Nov 2011 – Jun 2012)
- Eduard Zhupa (Jun 2012 - Oct 2012)
- Dritan Mehmeti (Oct 2012 - Ene 2013)
- Edmond Dalipi (Ene 2013 –May 2013)
- Dritan Mehmeti (Jul 2013 - Mar 2015)
- Igli Allmuça (Jun 2015 - Oct 2019)
- Mauro Manzoni (Oct 2019 - Nov 2019)
- Fabrizio Cammarata (Nov 2019– Dic 2020)
- Francesco Moriero (Ene 2021– Mar 2021 )
- Olsi Uku (Mar 2021– May 2021 )
- Bledi Shkëmbi (Jun 2021– Feb 2022)
- Bledar Devolli (Feb 2022– Mar 2022)
- Rodolfo Vanoli (Mar 2022– )

## Palmarés

### Torneos nacionales
- Superliga de Albania (18): 1950, 1951, 1952, 1953, 1955, 1956, 1960, 1966-67, 1972-73, 1974-75, 1975-76, 1976-77, 1979-80, 1985-86, 1989-90, 2001-02, 2007-08, 2009-10.
- Copa de Albania (14): 1950, 1951, 1952, 1953, 1954, 1960, 1970-71, 1973-74, 1977-78, 1981-82, 1988-89, 1989-90, 2002-03, 2024-25
- Supercopa de Albania (2): 1989, 2008.

## Participación en competiciones europeas de la UEFA
| Competicion UEFA | Competicion UEFA      | Competicion UEFA  | Competicion UEFA        | Competicion UEFA | Competicion UEFA | Competicion UEFA |
| ---------------- | --------------------- | ----------------- | ----------------------- | ---------------- | ---------------- | ---------------- |
| Temporada        | Torneo                | Ronda             | Club                    | Casa             | Visita           |                  |
| 1971–72          | Recopa de Europa      | 1                 | FK Austria Wien         | 1–1              | 0–1              |                  |
| 1980–81          | Copa de Europa        | 1                 | AFC Ajax                | 0–2              | 0–1              |                  |
| 1981–82          | UEFA Cup              | 1                 | FC Carl Zeiss Jena      | 1–0              | 0–4              |                  |
| 1982–83          | Recopa de Europa      | 1                 | Aberdeen F.C.           | 0–0              | 0–1              |                  |
| 1985–86          | UEFA Cup              | 1                 | Ħamrun Spartans         | 1–0              | 0–0              |                  |
| 1985–86          | UEFA Cup              | 2                 | Sporting                | 0–0              | 0–1              |                  |
| 1986–87          | Copa de Europa        | 1                 | Beşiktaş JK             | 0–1              | 0–2              |                  |
| 1989–90          | Recopa de Europa      | Clasificatoria    | PFC Chernomorets Burgas | 4–0              | 1–3              |                  |
| 1989–90          | Recopa de Europa      | 1                 | FC Dinamo București     | 1–0              | 0–2              |                  |
| 1990–91          | Copa de Europa        | 1                 | Olympique Marseille     | 0–0              | 1–5              |                  |
| 2001–02          | UEFA Cup              | 1° Clasificatoria | FC Dinamo București     | 1–3              | 0–1              |                  |
| 2002–03          | UEFA Champions League | 1° Clasificatoria | FBK Kaunas              | 0–0              | 3–2              |                  |
| 2002–03          | UEFA Champions League | 2° Clasificatoria | Brøndby IF              | 0–4              | 0–1              |                  |
| 2003–04          | UEFA Cup              | Clasificatoria    | KSC Lokeren             | 0–4              | 1–3              |                  |
| 2004–05          | UEFA Cup              | 1° Clasificatoria | FC Oțelul Galați        | 1–4              | 0–4              |                  |
| 2005             | UEFA Intertoto Cup    | 1                 | NK Varteks              | 2–1              | 1–4              |                  |
| 2006–07          | UEFA Cup              | 1° Clasificatoria | PFC CSKA Sofia          | 0–1              | 1–4              |                  |
| 2008–09          | UEFA Champions League | 1° Clasificatoria | FK Modriča              | 0–2              | 1–2              |                  |
| 2009–10          | UEFA Europa League    | 1° Clasificatoria | FC Lahti                | 2–0              | 1–4              |                  |
| 2010–11          | UEFA Champions League | 2° Clasificatoria | Sheriff Tiraspol        | 1–0              | 1–3              |                  |